# Talitha Washington
Pour les articles homonymes, voir Washington.
Talitha Washington (née en 1974) est une mathématicienne et universitaire américaine spécialisée dans les mathématiques appliquées et la politique éducative STIM. Elle est reconnue par Mathematically Gifted & Black (en) comme lauréate du Mois de l'histoire des Noirs 2018. Washington est devenue la 26e présidente de l'Association for Women in Mathematics en 2023,.

## Formation et carrière
Washington naî à Francfort, Indiana, et elle est adoptée très jeune par Ruthanne et Walter Wangerin,. Elle grandit à Evansville, Indiana et fréquente le lycée Benjamin Bosse. Après avoir servi au Costa Rica avec l'American Field Service, elle obtient un baccalauréat ès sciences en mathématiques du Spelman College (en) en 1996. Elle fréquente ensuite l'Université du Connecticut, où elle obtient une maîtrise en 1998 et un doctorat en 2001. Sa thèse de doctorat porte sur le modèle mathématique de protéines agissant comme interrupteurs marche/arrêt, sous la direction de Yung-Sze Choi.
Washington fait partie du corps professoral de l'Université Duke de 2001 à 2003, du College of New Rochelle (en) de 2003 à 2005, de l'Université d'Evansville de 2005 à 2011 et de l'Université Howard, à partir de 2011, où elle devient professeure agrégée de mathématiques. Après quelques années de congé en tant que directrice de programme à la National Science Foundation, en 2020, elle devient la première directrice de l'Atlanta University Center Consortium (en) (AUCC) Data Science Initiative. En 2022, elle devient présidente élue de l'Association for Women in Mathematics et en assume la présidence le 1er février 2023,.
Les intérêts de recherche de Washington incluent les schémas de différences finies non standard (en) (NSFD) pour certains systèmes d'équations différentielles, notamment les modèles de population (en), les systèmes unidimensionnels et l'équation de Black-Scholes (en),.

## Politique éducative et récompenses
Washington est active dans la politique éducative, en particulier dans les meilleures pratiques visant à parvenir à la diversité raciale et ethnique dans les STIM. À la NSF, elle est co-responsable du programme des institutions hispaniques et elle est diplômée de l'organisation pour la diversité STIM SACNAS. Elle siège au Conseil de l'American Mathematical Society et au comité exécutif de l'Association for Women in Mathematics (AWM).
Washington aide à défendre le mathématicien d'Evansville, Elbert Frank Cox (1895-1969), autrefois oublié, de sa ville natale d'Evansville, menant au dévoilement en novembre 2006 d'une plaque honorant le professeur Howard de longue date en tant que premier chercheur afro-américain à obtenir un doctorat en mathématiques. Elle reçoit le prix Black Engineer of the Year Awards 2019 STEM Innovator Award.
Talitha Washington est nommée membre de l'American Mathematical Society, promotion 2021. Sa citation indique "Pour les contributions à l'élargissement de la participation des groupes sous-représentés et au service à la profession mathématique". Washington est également nommée membre de l'AWM, promotion 2021, « pour son dévouement à sensibiliser les femmes afro-américaines aux STEM ; pour sa promotion tout au long de sa vie des collèges et universités historiquement noirs ; et pour son dévouement inébranlable envers l'Association nationale des mathématiciens (en). ". Le 1er février 2022, elle devient présidente élue de l'AWM. Elle est élue dans la promotion 2022 des Fellows de l'Association américaine pour l'avancement des sciences (AAAS).

## Publications (sélection)
Mathématiques appliquées
- RE Mickens et TM Washington. "A Note on Exact Finite Difference Schemes for the Differential Equations Satisfied by the Jacobi Cosine and Sine Functions" Journal of Difference Equations and Applications, Vol. 19, Iss. 2 (2013), p. 1042-1047.
- MT Washington. NSFD "Representations for Polynomial Terms Appearing in the Potential Functions of 1-Dimensional Conservative Systems" Computers & Mathematics with Applications, Vol. 66, Iss. 11 (2013), p. 2251-2258.
- RE Mickens et TM Washington. NSFD "Discretizations of Interacting Population Models Satisfying Conservation Laws" Computers & Mathematics with Applications, Vol. 66, Iss. 11 (2013), p. 2307-2316.
- E. H. Goins (en) et TM Washington. "On the Generalized Climbing Stairs Problem" Ars Combinatoria, Vol. 117 (2014), p. 183-190.
- RE Mickens, J. Munyakazi et TM Washington. "A Note on the Exact Discretization for a Cauchy-Euler ODE: Application to the Black-Scholes Equation" Journal of Difference Equations and Applications, Vol. 21, Iss. 7 (2015), p. 547-552.
- O. Adekanye et T. Washington. "Numerical Comparison of Nonstandard Schemes for the Airy Equation" International Journal of Applied Mathematical Research, Vol. 6, Iss. 4 (2017), p. 141-146.
- O. Adekanye et T. Washington. "Nonstandard Finite Difference Scheme for a Tacoma Narrows Bridge Model" Applied Mathematical Modelling, accepté le 21 mai 2018.

Politique d'éducation STIM
- MT Washington. "Evansville Honors the First Black Ph.D. in Mathematics and His Family" The Notices of the American Mathematical Society, Vol. 55, Iss. 5 (2008), p. 588-589.
- MJ Wolyniak, CJ Alvarez, V. Chandrasekaran, TM Grana, A. Holgado, CJ Jones, RW Morris, AL Pereira, J. Stamm, TM Washington et Y. Yang. "Building Better Scientists Through Cross-disciplinary Collaboration in Synthetic Biology: A Meeting Report from the Genome Consortium for Active Teaching Workshop 2010" CBE-Life Sciences Education, Vol. 9, n° 4 (2010), p. 399-404.
- R. De Veaux, M. Agarwal, M. Averett, B. Baumer, A. Bray, T. Bressoud, L. Bryant, L. Cheng, A. Francis, R. Gould, AY Kim, M. Kretchmar, Q. Lu, A. Moskol, D. Nolan, R. Pelayo, S. Raleigh, RJ Sethi, M. Sondjaja, N. Tiruviluamala, P. Uhlig, T. Washington, C. Wesley, D. White, P. Ye. « Curriculum Guidelines for Undergraduate Programs in Data Science" Annual Review of Statistics and Its Application, Vol. 4 (2017), p. 2.1-2.16.
- VR Morris et T. Washington. "The Role of Professional Societies in STEM Diversity" Journal de la National Technical Association, Vol. 87, Iss. 1 (2017), p. 22-31.
- T. Washington. "Behind Every Successful Woman, There are a Few Good Men" The Notices of the AMS, Vol. 65, Iss. 02 (2018), p. 132-134.